# Ctenichneumon infuscatus
Ctenichneumon infuscatus là một loài tò vò trong họ Ichneumonidae.